# Juan Bautista Soler
Juan Bautista Soler Luján es un empresario inmobiliario nacido en Valencia (España) el 9 de febrero de 1956. 
Fue presidente y máximo accionista del Valencia Club de Fútbol desde el 5 de octubre de 2004 hasta el 12 de marzo de 2008, siendo recordado principalmente como el promotor de un nuevo estadio para el club: el Nuevo Mestalla, y por la gran deuda económica que dejó en la entidad tras su mandato.

## Empresario
Su empresa Grupo Juan Bautista Soler destaca por el desarrollo y construcción de apartamentos y comunidades  principalmente en la Comunidad Valenciana. Pero un repaso al Registro mercantil proporciona que ostenta 43 cargos en 33 sociedades de actividades variadas no siempre relacionadas con la construcción, como empresas de limpieza, distribuidoras de películas e incluso salas de cine. 

## Valencia CF
El 4 de junio de 2004 la familia Soler pasó a tener el control del club gracias a la torpeza de sus socios. Tomó el poder accionarial del Valencia Club de Fútbol al comprar las acciones que estaban en manos del expresidente Francisco Roig. Varias personas relacionadas con el club, como Manuel Llorente, y medios de comunicación apoyaban la entrada de la familia Soler en el club para quitar poder al expresidente Roig y alcanzar una calma social. 

### 2004/2005
La temporada 2004/05 la inició el todavía presidente Jaime Ortí, hasta que finalmente el 5 de octubre es presionado para dimitir y así el máximo accionista, Juan Bautista Soler, pasa a ser también presidente del club. Esta temporada fue muy convulsa en lo deportivo a pesar de que el club venía de ser campeón de Liga, de la Copa de la UEFA y de ser proclamado mejor club del mundo de 2004 por la IFFHS. 
El director general Manuel Llorente no logró la renovación del técnico campeón, Rafael Benítez, y se contrató a un viejo conocido y querido Claudio Ranieri. Los resultados deportivos no acompañaban, y en enero de 2005 Juan Soler decide una reestructuración del organigrama del club para evitar continuas filtraciones y para tomar él mismo las decisiones, sin tener que pasar antes por el filtro del director general, Manuel Llorente, que pasa a tener una función más ejecutiva y menos decisiva.
Los resultados deportivos no fueron los esperados y Claudio Ranieri fue destituido a mitad de temporada y sustituido por Antonio López. El club no consiguió siquiera clasificarse para ninguna competición europea al finalizar la temporada en 7ª posición.

### 2005/2006

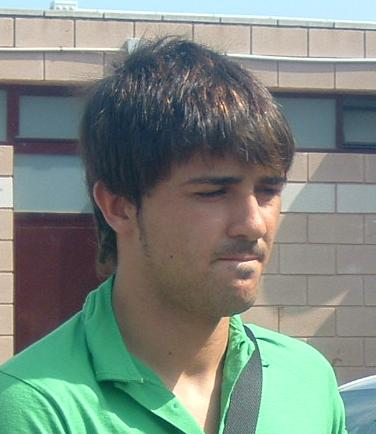
David Villa, fichaje del Valencia CF en 2005

Para esta temporada contrató como director deportivo a Javier Subirats, y el nuevo técnico fue Quique Sánchez Flores, exfutbolista del Valencia y que llevaba una temporada entrenando en el fútbol profesional, concretamente al Getafe CF. El club hace limpieza de futbolistas italianos en la plantilla, e incorpora futbolistas de renombre como David Villa, pagando su cláusula de rescisión de 12 millones de euros al Real Zaragoza, o como Patrick Kluivert, Mario Regueiro, Miguel Brito, Hugo Viana, y en invierno el brasileño Edu Gaspar. 
Se venía anunciando la salida definitiva de Manuel Llorente del club, al no tratarse de una persona de la entera confianza del presidente Juan Soler. La destitución se anunció en mayo de 2006 y se hizo efectiva el 30 de junio, costando al club 1'2 millones de euros por tener un contrato blindado por él mismo desde que Soler entró como máximo accionista. 
La temporada 2005/06 mejoró considerablemente la anterior campaña, a pesar de un inicio dubitativo y de perder la final de la Copa Intertoto. Tal vez ayudado por no disputar ninguna competición europea el Valencia CF pudo así centrarse en el campeonato de Liga. Tras ir varias jornadas 2º, el equipo finalizó 3º clasificado para disputar la ronda previa de la Liga de Campeones, y el nuevo delantero David Villa fue el máximo goleador del equipo con 25 goles, sólo a uno del pichichi.

### 2006/2007

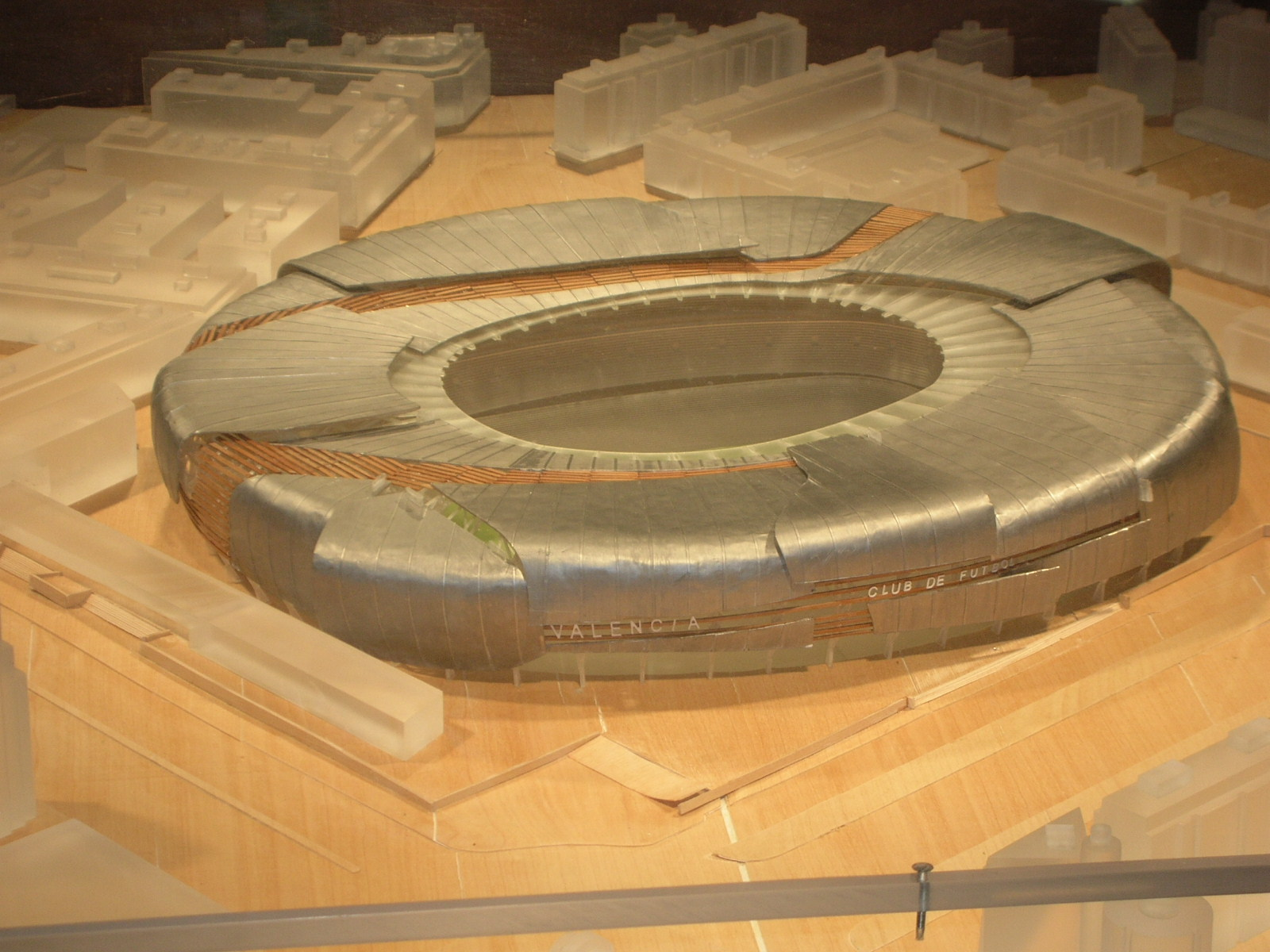
Maqueta del Nuevo Mestalla

En verano de 2006, Juan Soler hace gran alarde económico al contratar al futbolista Joaquín Sánchez por 25 millones de euros, fichaje más caro de toda la historia del Valencia CF. Se adelanta así a los rumores que colocaban al futbolista bético en grandes clubes de España, Inglaterra o Italia. Contrata además a Asier del Horno del Chelsea FC por 7 millones haciéndole un contrato por seis temporadas cobrando 2 millones de euros cada una de ellas, al delantero italiano Francesco Tavano por cerca de 10 millones, y a Fernando Morientes que jugó tres temporadas en el equipo
El futbolista Amedeo Carboni colgó las botas al finalizar la pasada temporada y es incorporado como director deportivo al club, pero pronto saldrían a la luz sus discrepancias con el técnico Quique Sánchez Flores que llevaron a una situación insostenible. 
El 10 de noviembre de 2006, siguiendo con su alarde económico y empresarial, Soler presenta la maqueta de cómo será el futuro estadio: el Nuevo Mestalla, un estadio 5 estrellas que será de los más vanguardistas de Europa y todo un icono para la ciudad.
La temporada 2006/07, tras algún altibajo el club termina 4º clasificado y realizando un digno papel en la Liga de Campeones, llegando a los cuartos de final. Aun así la tensa relación entre el director deportivo, Carboni, y el técnico, Quique, hizo que Soler tomara una difícil decisión con la afición dividida entre defensores del director deportivo y del técnico.

### 2007/2008
El 20 de junio de 2007, Soler decide destituir a Amedeo Carboni de sus funciones como director deportivo, reafirmando así la continuidad del técnico Quique Sánchez Flores, en contra de la opinión de gran parte de la grada. 

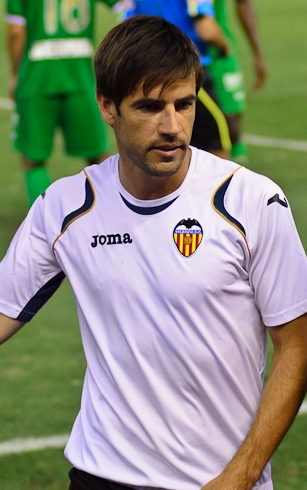
David Albelda, capitán apartado del equipo por Koeman llevó a Juan Soler ante los tribunales

El 1 de agosto dan comienzo las obras del futuro Mestalla en la Avenida de las Cortes Valencianas. Soler aseguraba la financiación de la obra declarando que tenía un comprador para las parcelas que quedarían en el viejo Mestalla, pero esta venta nunca se produjo. La crisis inmobiliaria española de 2008 afectó de lleno a los planes de Soler, y en consecuencia a los planes del Valencia CF. El precio del suelo se desplomó y por tanto se paralizó la venta de las parcelas que ocupa el viejo Mestalla, quedando sin vender y por tanto sin ingresar el club el dinero necesario para afrontar la construcción total del nuevo estadio. 
En la caótica temporada 2007/08 se sumó la crisis económica, las deudas cada vez mayores, y la mala situación deportiva del equipo. Se hicieron nuevas incorporaciones millonarias que rondaban los 18 millones de euros, como las de Nikola Žigić, Manuel Fernandes, y en invierno la de Éver Banega, además de otras menos importantes pero que tampoco dieron los resultados esperados como Alexis Ruano, Arizmendi, Iván Helguera, Hildebrand, Sunny, y en invierno Maduro. Sí se incorporó la joven promesa Juan Mata, pero el técnico Quique no contaba con él.  
Tras haberse disputado sólo 9 jornadas, con unos malos resultados tanto en Liga como en Liga de Campeones, Soler decide destituir a Quique Sánchez Flores y es sustituido por el holandés Ronald Koeman. Los resultados no sólo no mejoran sino que empeoran considerablemente hasta llevar al equipo a sufrir por mantener la categoría en Primera División. Además, el técnico holandés aparta del equipo a los futbolistas Albelda, Cañizares y Angulo, lo que provoca el malestar en el vestuario y hace que el capitán David Albelda lleve al club ante los tribunales de justicia reclamando la rescisión de su contrato (60 millones de euros) por no permitírsele ejercer su trabajo. Juan Soler se personó en los juzgados como máximo representante del club, y finalmente el tribunal rechazó la acusación del futbolista.
El 12 de marzo de 2008, Juan Soler presenta su dimisión al frente del Valencia alegando motivos de salud, fruto del gran desgaste físico y psicológico que estaba sufriendo tanto él como el club. La dimisión tuvo lugar días antes de la semifinal de Copa del Rey del Valencia contra el Barcelona, eliminatoria que el equipo superó alcanzando así la final y ganando la Copa frente al Getafe, ya sin Juan Soler en la presidencia sino con Agustín Morera, el que fuera vicepresidente.

## Consecuencias
Gran parte de la afición valencianista le ve como el máximo responsable de la crisis económica que está sufriendo el Valencia CF en la actualidad, puesto que con la presidencia de Juan Soler se realizaron enormes desembolsos económicos, tanto en traspasos como en fichas de jugadores, y sobre todo en la construcción del nuevo estadio, que el club no puede afrontar y por tanto se encuentran las obras totalmente paralizadas desde febrero de 2009. La deuda total del club en verano de 2009 alcanzaba los 547 millones de euros, lo que obligó al club a hacer una ampliación de capital para no caer en un concurso de acreedores por impagos.